# パナール 178
パナール 178 ( Panhard 178 ) はフランスのパナール社が1930年代にフランス陸軍騎兵部隊向けに開発した偵察用4×4輪駆動装輪装甲車である。
1935年にフランス陸軍にAMD 35 (Auto-Mitrailleuse de Découverte modèle 35, 1935年式索敵装甲車, の意) の形式名で採用され、第二次世界大戦勃発後の1940年にフランスがドイツに占領された後は、ドイツ軍によってPanzerspähwagen P.204 (f)の名称で使用された。
第二次世界大戦後、新型砲塔を搭載した改良型のパナール 178Bとして生産が再開され、このタイプは第一次インドシナ戦争でも使用された。

## 概要
1931年12月にフランス陸軍騎兵部隊は AMD (Auto-Mitrailleuse de Découverte) と呼ばれる偵察用装甲車の配備計画を開始し、1932年12月に要求仕様が最終決定された。この仕様では車体重量約4トン、航続距離400km、最高速度70km/h、巡航速度40km/h、5～8mmの装甲、20mm主砲+副武装の機関銃、といった構成の要求が示されていた。
1933年にルノー、ベルリエ、ラティル、パナールが試作車を製作し、1934年初頭に陸軍で試験が行われた。パナールの製作したモデル178は、パナール社が1926年にプライベートベンチャーとして開発したモデル165/175をベースに発展させたTOE-M32装甲車を更に改良したもので、この時代の装甲車としては速度、走行性能、装甲、武装のいずれもが高い水準でバランスの取れた車両であった。車体は古典的なリベット止めの構造であったが最大20mmの装甲厚を持ち、また前後に操縦席を持ち、4×4輪駆動の大径タイヤにより走行性も良好で、武装としてはピュトー工廠(APX)製の密閉式回転砲塔APX-3にオチキス SA35 47.2口径25mm戦車砲とM1931 7.5mm機関銃を搭載しており、当時の軽戦車並の火力を持っていた。
4社の試作車で試験が行われた結果、パナール178は要求仕様に比べかなり重量が過大であったにもかかわらず最も優れていると判断され、小改良を経て1934年後半にAMD 35として採用される事となった。
パナール社への発注は1935年より行われたが、ストライキや部品調達の遅れなどの影響もあり実際の製造は1937年となった。1939年9月時点で219両が納品され、1940年5月にドイツがフランスに侵攻した時点では、約340両の標準型と約20～30両の無線機搭載通信型がフランス陸軍に配備されていた。この時点においても製造中の車両が多くあり、フランスがドイツに降伏した6月時点では砲塔のない状態のものを含め総計553両のモデル178が生産されたと見られている。尚、ドイツとの戦闘が終了した後、残っていた部品から更に176台がドイツ軍向けに製造され、生産数は729両となった。
1940年にはルノー製の大型砲塔に換装し、より強力な47mm SA35戦車砲を搭載した戦車駆逐車型が計画され1両が試作されたが量産には至らなかった。
また、元のパナール社の生産計画によれば、1941年3月以降にはモデル178の製造を終了し、より重量のあるモデル201の製造に切り替えられる予定であったが、こちらもフランス敗戦により実現されていない。尚、パナール201の車体設計は戦後に再設計され量産されたパナールEBR偵察装甲車に引き継がれている。
フランス軍と交戦したドイツ軍もパナール178の優秀さを知り、178にPanzerspähwagen P.204 (f)の名称を付け自軍の装備に組み入れた。1941年のバルバロッサ作戦（ソ連への侵攻作戦）勃発時には鹵獲車と新造車を合わせて約190両がドイツ軍に配備されていた。これらの一部はドイツ軍仕様の無線機と大型フレームアンテナを搭載した無線通信車両に改造されていた。また一部の車両は、タイヤを鉄道線路用の車輪に交換し、鉄道線路の警備任務に使用された。
また、ヴィシー政権は64両を国内の警備任務に使用していたが、これらの車両は1942年11月にフランス南部を含めた全域がドイツ軍に占領された際にドイツ軍に接収された。これらの車両の一部はドイツ軍によって、元の砲塔を取り外して5 cm KwK 38 L/42もしくはKWK 39 L/60を搭載する装輪式自走砲に改造された。
1944年9月に連合軍のオーヴァーロード作戦（ノルマンディー上陸作戦）によりパリが解放された後、パナール社はモデル178の生産再開を決定した。このモデルはパナール 178Bと呼ばれ、新型のFL1と呼ばれる円筒形の砲塔に換装し、エンジンや無線機も新型の物に変更されていた。主砲は当初、SA45 75mm戦車砲 L/32を搭載予定であったが、生産開始前に47mm SA35戦車砲に変更された。実際の生産はドイツが降伏した後の1945年7月以降に行われ、計414両の178Bが生産された。178Bはフランス本国の他、シリア、タヒチ、マダガスカル、ベトナムなどフランス植民地各国で使用され、第一次インドシナ戦争で使用された。
1960年頃になるとフランス陸軍の178Bは同じパナール製の後継車種であるパナールEBRやパナールAMLに更新されたが、シリアでは1964年の時点でも178Bが使用されていた。

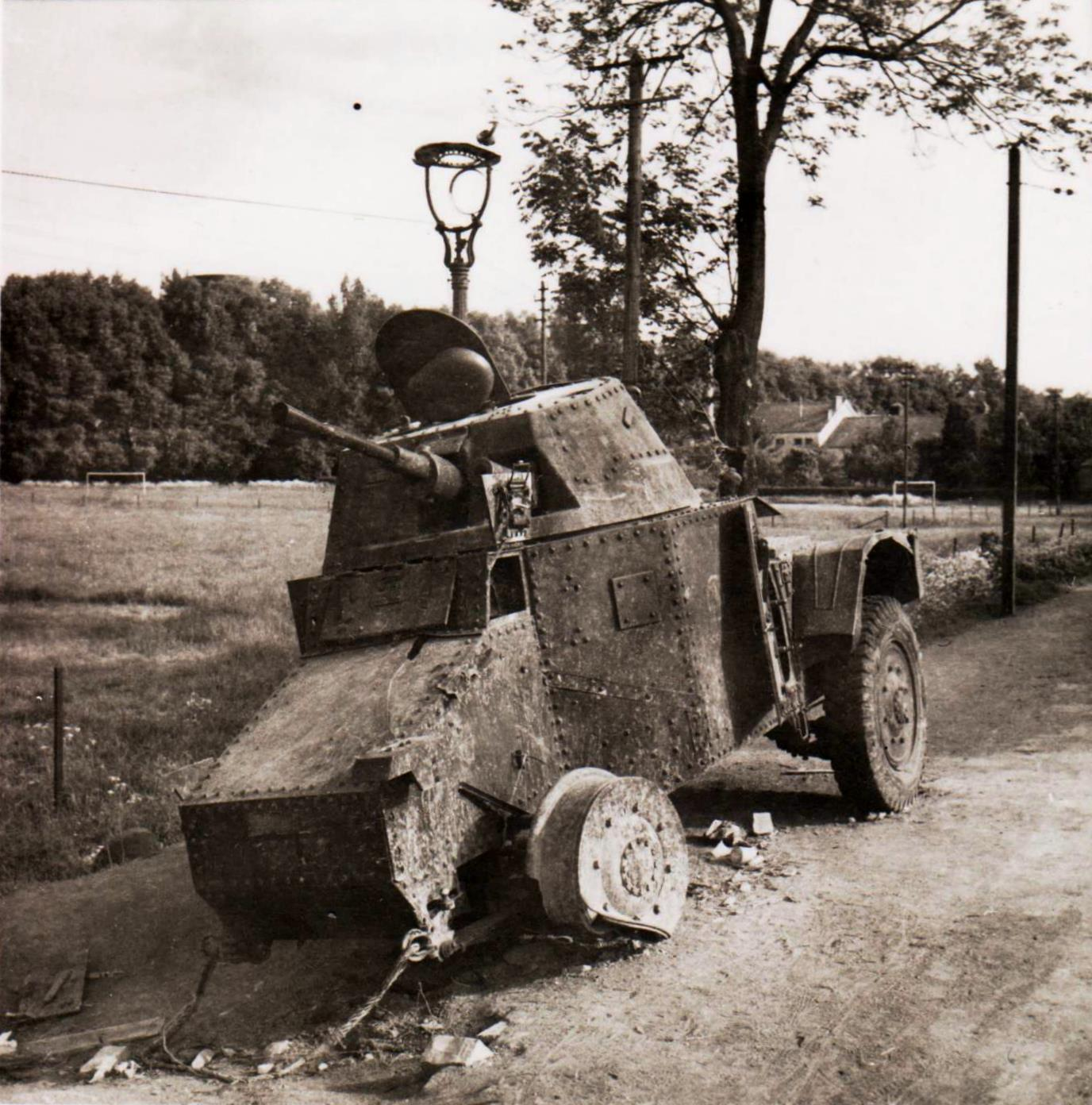
1940年のフランス侵攻戦で撃破された車両。
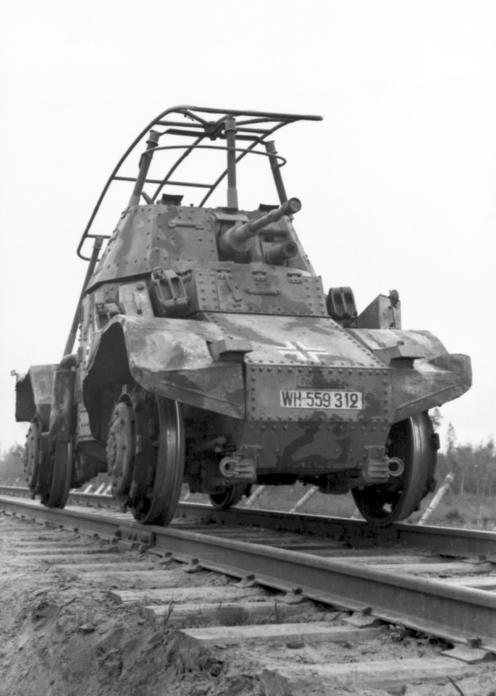
ドイツ軍の鹵獲車両。フレームアンテナと鉄道線路用車輪を装備している。
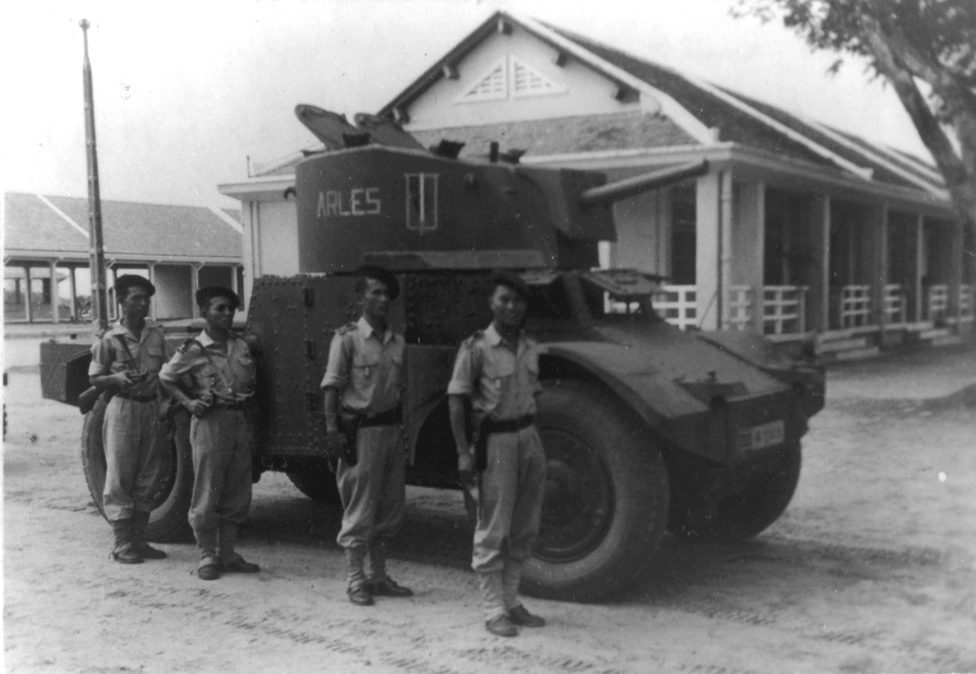
南ベトナム軍のパナール178B, 1952年。

## 登場作品
『War Thunder』
フランスの初期車両で軽戦車AMD.35として登場。
『World of Tanks』 PC版、コンソール版
フランスツリーTier6の軽戦車でAMD178bとして登場。
『トータル・タンク・シミュレーター』
フランスの装甲車AMD.35として登場。